# Ризька операція (1917)
Не варто плутати з Ризькою операцією Другої світової війни
Ризька операція (нім. Schlacht um Riga) (1—6 вересня 1917) — наступальна операція німецької армії на північному фланзі німецько-російського фронту часів Першої світової війни.

## Історія

### Передумови
Після закінчення боїв у південній частині Полісся влітку 1917 року, де німецькій армії вдалось відкинути росіян на лінію державного кордону, кайзерівське командування вирішило перенести свої основні зусилля на північний фланг Східного фронту. У зв'язку з тим, що більшість німецьких резервів була скута на Західному фронті, де билась проти об'єднаних сил французів, англійців та бельгійців, німці могли проводити наступальні операції лише з обмеженими цілями. Проведення чергової наступальної операції повинно було здійснюватись порівняно невеликими силами, але одночасно мати значні стратегічні вигоди: просте «поліпшення лінії фронту» в умовах, що склалися, вважалось марним розбазарюванням сил і засобів.
Німецьке командування вирішило оточити 12-ту російську армію наступом на обидва її фланги, смикнувши кільце оточення на північ від Риги. Головний удар пропонувалось завдати на Ікшкіле — Роденпойс — Хінценберг. Одночасно із зазначеними діями на суші в Ризькій затоці мала з'явитися німецька ескадра і висадити десант в районі р. Аа Ліфляндська. Для підготовки переправи через Західну Двіну проти Ікшкіле було зосереджено 157 важких і легких батарей і 21 мінометна батарея. Потужний артилерійський і мінометний вогонь повинен був зламати опір російських військ і відкрити шлях через Західну Двіну.

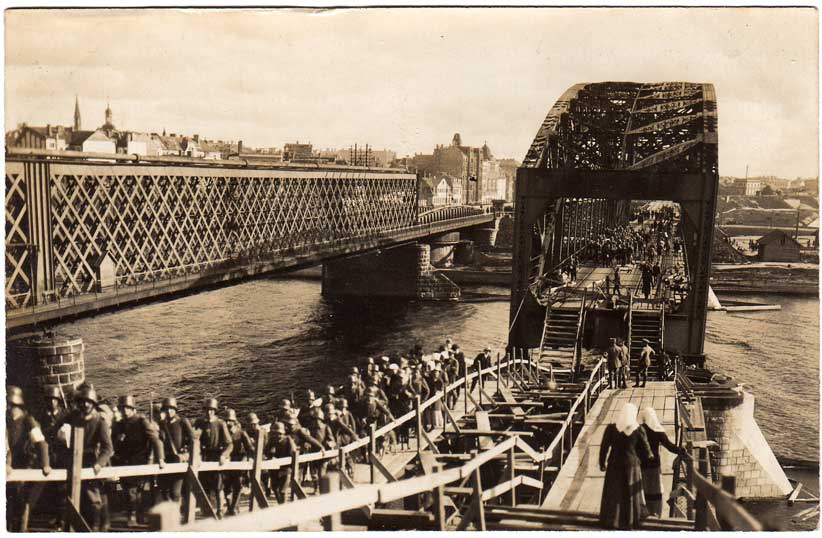
Німецькі війська форсують річку Західна Двіна по мосту. Вересень 1917

Для виконання завдань запланованої Ризької операції визначили 8-у армії генерала О. фон Гут'єра, до складу якої входили резерви з розформованої після поразки росіян південніше Полісся групи генерала Вінклера. Німецькі сили на ризькому напрямку були доведені до одинадцяти піхотних і двох кавалерійських дивізій; у тому числі ударна група налічувала у своєму складі 60 000 багнетів при двох тисячах гармат.
Ризький плацдарм захищала російська 12-та армія генерала Парського Д. П., що мала у своєму складі чотири армійські корпуси. Загальна чисельність 12-ї армії становила 160 000 чоловіків при 1149 гарматах. Однак більша частина цих військ не бажала битись і рахувала дні до швидкого укладення миру, а тому не становила ніякої бойової цінності.
Оборона цієї важливої в стратегічному відношенні позиції була покладена на нещодавно сформовану, мало боєздатну 186-ту піхотну дивізію 43-го корпусу генерала В. Г. Болдирева. Для її посилення надавався 130-й Херсонський полк зі складу 21-го корпусу генерала М. П. Сапожникова, розташованого на Огерській ділянці. Правий фланг 43-го корпусу займав ділянку на лівому березі Західної Двіни від острова Дален до Бауського шосе. Корпусний резерв (110-та дивізія) стояв у районі мизи Шмізінг, штаб корпусу — в мизі Роденпойс. Навпроти Ікскюльської ділянки в армійському резерві, в районі Рекстинь — Вальденроде, стояла 2-га латиська стрілецька бригада.

### Склад протиборчих сторін
У складі 8-ї армії (командувач Оскар фон Гут'єр) 3 корпуси:
- VI-й корпус (командувач Юліус Ріманн)
- 51-й корпус (командувач Альберт фон Беррер)
- XXIII-й резервний корпус (командувач Гуго фон Катен)
- Артилерійська група (командувач Георг Блухмюллер)

Усього 11 піхотних дивізій та 2 кавалерійські дивізії, близько 600 гармат ат 230 мінометів.
У складі 12-ї російської армії (командувач Д. П. Парський), яка входила до складу Північного фронту (командувач В. Н. Клембовський), перебували:
- 13-й корпус (командувач П. О. Кузнецов)
- 21-й корпус (командувач М. П. Сапожников)
- 43-й корпус (командувач В. Г. Болдирев)
- 2-й Сибірський корпус (командувач В. Ф. Новицький)
- 6-й Сибірський корпус (командувач Ф. М. Васильєв)

Загалом близько 161 000 чоловіків, 1149 гармат.

### Битва
О 4 години ранку 1 вересня німецька артилерія розпочала артилерійську підготовку хімічними снарядами, щоб внести в російські ряди паніку, а заодно і для нейтралізації російської артилерії. О 6 годині німецькі батареї перенесли масований вогонь на піхотні позиції росіян, а вже о 8:40 ранку німецька піхота пішла в атаку, розпочавши форсування Західної Двіни.
Ударне угруповання складалось з 2-ї гвардійської, 14-ї піхотної баварської й 19-ї резервної дивізій. Втрати російських військ, що оборонялися і чия оборона була розчавлена вогнем важких гаубиць та хімічними снарядами, були колосальні. Так, з числа бійців 742-го піхотного полку вціліло не більше 10 відсотків особового складу.
Спочатку німці переправлялися на понтонах, а потім побудували три постійних мости (довжина мостів — до 350 метрів), по одному на кожну ударну дивізію. Форсувавши річку, кайзерівська армія одним ударом відкинула 43-й армійський корпус росіян від річки. Величезну допомогу німецьким дивізіям, котрі переправлялись, надавали важкі міномети. Російська артилерія виявилася не в змозі ні досить інтенсивно відповідати на вогонь ворожої артилерії, ні обстрілювати наступаючу піхоту противника.
У Ризькій операції німецьке командування випробувало новий спосіб тактичного прориву оборони противника, напередодні рішучих боїв на Заході проти англо-французької армії. Як писав А. Базаревський, «ця атака, різко відрізнялась за методами її проведення (ретельна і дріб'язкова попередня підготовка, повна раптовість, коротка артилерійська підготовка, потужний удар на вузькому 4,5-кілометровому фронті) від усіх попередніх наступів німців, та послужила генеральною репетицією для наступальних операцій у Франції в 1918 році».

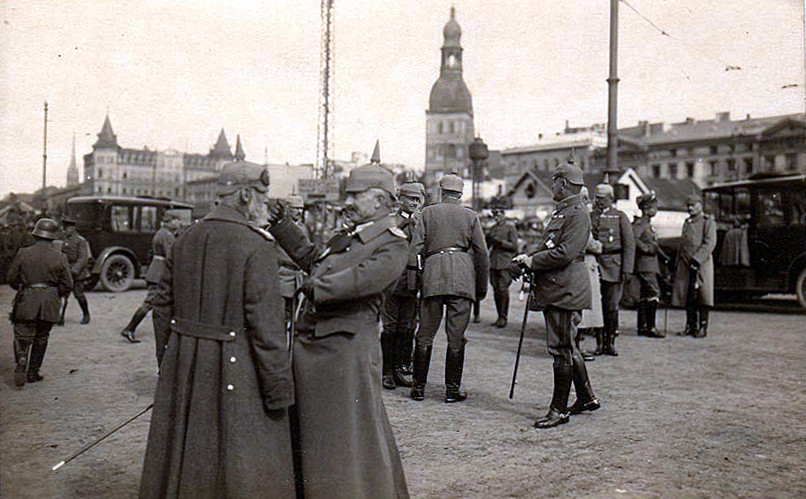
Німецькі офіцери в Ризі. 1917

Командирам російських з'єднань вдалося зібрати в кулак нечисленні стійкі частини 43-го і 21-го корпусів, щоб фланговими контратаками призупинити німецький наступ. Однак, вже 2 вересня сибіряки стали відкочуватись перед німецькими 6-м і 11-м корпусами, а командарм 12-ї армії генерал Парський Д. П. віддав наказ про евакуацію Риги, щоб затримати противника хоча б на правому березі Західної Двіни. Але вночі 2 вересня російські війська безладними масами, при відсутності будь-якого тиску з боку ворога, хлинули на північ, і прикривати правий берег стало практично нічим.
У числі інших відступили і війська 43-го і 21-го армійських корпусів, що стояли на значній відстані від міста Риги. І хоча досягти головної мети — оточення і подальшого знищення двох, а то й трьох російських корпусів на ризькому плацдармі — німцям не вдалося, поставлене завдання щодо опанування латвійської столиці була виконана з мінімальними втратами. Гирло Західної Двіни й контроль над Ризькою затокою перейшли в руки німців.
3 вересня німці урочисто вступили в Ригу. Пав і Усть-Двінськ, що розташовувався в гирлі річки. Оборона правого берега Двіни рухнула: корпуси російської армії відступали на північ і північний захід. Піхота армійських корпусів бігла на північ під прикриттям кінноти, що спішилась та відбивала атаки німецьких військ. Резерви, які підійшли з глибини розташування військ генерала Корнілова Л. Г., також сприяли наведенню порядку у російських частинах, котрі в паніці тікали з поля битви.
4 вересня німці призупинили свій порив, приступивши до перегрупування. Подальший рух німецької 8-ї армії на Петроград був припинений у зв'язку з перекиданням значної частини військ до Франції та Італії. Негайно після закінчення операції дві німецькі піхотні дивізії були виведені для відправлення на Західний фронт. Тим більше що головна мета операції — опанування Риги — була досягнута, а в столицю Латвії прибув сам кайзер Вільгельм II.

### Наслідки
До 6 вересня війська 12-ї армії зібралися на венденських позиціях у 60 кілометрах від Риги, зайнявши лінію Петерупе — Ртанек — Юргенсбург — Конкенгузен. Втрати 12-ї армії склали 20 000 чоловіків (велика частина — полоненими і такими, що розбіглися) і масу техніки: 273 гармати, 45 мінометів, 256 кулеметів. Втрати німців не досягали і п'яти тисяч чоловік. Щоб прикрити діри, які утворилися у фронті, у 12-у армію було відправлено на посилення зі складу Західного фронту та Фінляндії шість піхотних і три кавалерійські дивізії.
Для німців, за словами Пріта Буттара, "це був великий виграш з різних причин: Рига була великим промисловим центром; це було одне з найбільших міст колишньої Російської імперії, що швидко розпадалася, з великою кількістю неросійського населення; і вона пересунула лінію фронту прямо до Петрограда".

## У популярній культурі
- На честь перемоги Карлом Хагеном було складено марш «Rigaer Einzugsmarsch» для дефіляди який, у присутності кайзера, було виконано 6 вересня 1917 року.